# Agnes Cleve-Jonand
Pour les articles homonymes, voir Cleve.
Agnes Cleve-Jonand (ou Agnes Cleve ou Agnes Cleve Jon-And), née le 23 août 1876 à Uppsala (Suède) et morte le 26 mai 1951 à Stockholm (Suède), est une artiste peintre et graveuse suédoise.
Elle est l'un des pionniers du modernisme en Suède.

## Biographie
Agnès Cleve-Jonand nait à Uppsala du professeur Per Teodor Cleve et de l'auteure Alma Cleve (sv), née Öhbom, et est sœur de la chimiste, géologue et botaniste Astrid Cleve et de la journaliste Célie Brunius (sv).
Elle fréquente l'école pour filles d'Uppsala et, après avoir obtenu son diplôme à l'âge de 16 ans, elle  étudie ensuite à l'École supérieure d'art et de design de Stockholm.
Elle se marie en 1901-1912 avec l'avocat Ernst Lindesjöö (1869–1934), avec qui elle a deux enfants. Elle vit à Göteborg pendant quelques années et étudie périodiquement à l'Académie des Arts de Valand (sv) auprès notamment de Carl Wilhelmson. Après un voyage d'une vingtaine d'année, Agnès Cleved se rend à Paris en 1913 et étudie auprès de Henri Le Fauconnier à l'Académie de la Palette et aussi auprès d'André Dunuyer.
En 1915, elle se marie à l'artiste John Jon-And (sv), qu'elle rencontre à Valand. Le couple vit à Stockholm et plus tard dans le Bohuslän. Le lieu estival de la famille à Källviken, près du Gullmarsfjorden dans le Bohuslän, est devenu un lieu de rassemblement pour les artistes. Le couple d'artistes russo-allemands Vassily Kandinsky et Gabriele Münter y séjourna, avec qui des contacts avaient déjà été établis pendant la période parisienne. Tous deux étaient membres du groupe d'artistes allemands Le Cavalier bleu, qui aurait influencé Agnes Cleve-Jonand et John Jon-And.
La famille vit aussi aux États-Unis. Son mari meurt en 1941. Elle meurt à son tour le 26 mai 1951 à Stockholm, dans la paroisse de Jakob,.
Agnes Cleve-Jonand et son mari John Jon-And sont enterrés dans l'ancien cimetière d'Uppsala.

## Activité artistique
Agnes Cleve-Jonand fait ses débuts, avec son mari, lors d'une exposition à la galerie d'art Gummeson à Stockholm en 1917. Sa première exposition personnelle a lieu en 1929, également chez Gummesons.
Cleve-Jonand combine dans sa peinture le cubisme avec l'expressionnisme ; elle utilise une perspective cubiste et la couleur de Matisse. Ses motifs comprennent des portraits, des paysages urbains et d'autres de la côte ouest.
Les œuvres d'Agnes Cleve sont notamment conservées au Moderna Museet, au Nationalmuseum, au Musée des Beaux-Arts de Göteborg.